# Oruchuban Ebichu
Оручубан Ебічу (яп. おるちゅばんエビちゅ, Дорагон бору, Oruchuban Ebichu) — манґа та аніме-серіал, випущений в 1999 році японською компанією Gainax. Аніме-серіал транслювався на каналі Direc TV Japan у програмі Час любителів аніме. Кожен півгодинний епізод програми був блоком різних епізодів трьох серіалів студії Gainax: Oruchuban Ebichu, Koume-chan ga Iku! та Ai no Wakakusayama Monogatari.

## Сюжет
Хом'ячиха Ебічу здається ідеальним домашнім улюбленцем: вона прибирає, готує, пере, стежить за будинком. Загалом, робить все, щоб догодити своїй господині. На жаль, вона і її невірний хлопець Кайсьонаті ніколи не оцінюють Ебічу гідно, частенько жорстоко караючи її за будь-яку провину. Але Ебічу не тримає зла на свою господиню, адже її головна мета - це зробити зневірену в особистому житті офіс-леді хоча б трохи щасливішою.

## Персонажі
Ебічу — хом'ячиха, котра порається по дому й намагається влаштувати сексуальне та сімейне життя своєї господині. Обожнює сир камамбер, морозиво і добре грає в маджонг.

## Список серій
1. My Master and the Useless Bum
2. The Useless Bum and My Master
3. It’s Spring, After All
4. Maakun’s Crush
5. The Camembert Cheese Incident
6. Ebichu Gets Sick
7. Master Catches a Cold
8. Ebichuman 1
9. Ebichu’s in Heat
10. Maa-kun, Whoooa!
11. What Soap Bubbles Men Are!
12. Cavities and Hearts Both Throb
13. Mother Comes to Visit
14. Maa-kun, Whooooooa!
15. To the Beach
16. Ebichuman 2
17. The Hair of Happiness Shines
18. Maakun’s Excited!
19. Here Come the Newlyweds
20. A Burglar Breaks In
21. The Newlyweds Go Shopping
22. Ebichuman 3
23. After All, Her Pu—y is, Her Pu—y Is…
24. Is it Okay to Drink?